# Волпертсвенде
Волпертсвенде (њем. Wolpertswende) општина је у њемачкој савезној држави Баден-Виртемберг. Једно је од 39 општинских средишта округа Равенсбург. Према процјени из 2010. у општини је живјело 4.127 становника. Посједује регионалну шифру (AGS) 8436087.

## Географски и демографски подаци
Волпертсвенде се налази у савезној држави Баден-Виртемберг у округу Равенсбург. Општина се налази на надморској висини од 569 метара. Површина општине износи 26,4 km². У самом мјесту је, према процјени из 2010. године, живјело 4.127 становника. Просјечна густина становништва износи 157 становника/km².

## Међународна сарадња
| Мјесто | Држава    | Врста сарадње | Од    |
| ------ | --------- | ------------- | ----- |
| Менађо | Италија   | партнерство   | 1995. |
|        | Француска | контакт       | 2003. |
| Извор  |           |               |       |